# السيمز 2
السيمز 2 لعام  2004 هي عباره عن لعبة كمبيوتر إستراتيجيه محكاه للحياه مقدمه بواسطة شركة ماكسيس ونشرت بواسطة إلكترونيك ارتس. انها تكمله لأفضل العاب الكمبيوتر مبيعا، ' وكانت السيمز، لأول مره في 4 فبراير، 2000. أطلقت لأول مرة في 14 سبتمبر، 2004 لمايكروسوفت ويندوز. اصدر مرفأ لماكنتوش في يوم 13 يونيو عام 2005. أصدرت ثمانية حزم وتسعة حزم صغرى موسعه لاحقا. بالإضافة إلى ذلك تم إصدار العديد من الإصدارات. وإن لم يكن معلوما لدى الجميع ،عرضت السيمز 2 علي منصات الموبايل. قدم مصنعي المحمول مثل نوكيا السيمز 2 من مخزن اوفي. بتكلفة 4.99 دولار  اصدرت التكملة، السيمز 3,في يونيو 2009.
تحتوي السيمز 2 على نفس المفهوم مثل سابقتها. يتحكم اللاعبين بسيمز في مختلف الأنشطة وإقامة علاقات بطريقة مشابهة للحياة الحقيقية. تشبه السيمز 2 سابقتها، والسيمز، ليس لديها هدف نهائي محدد ؛ تكون نهاية اللعب مفتوحه. تمتلك سيمز اهداف حياه، ومتطلبات ومخاوف، تحقيقها يمكن ان ينتج عنه نتائج إيجابية أو سلبية. كل عمر سيمز ،يمكن أن يعيش أكثر من 100 يوم سيم اعتمادا على درجة تطلعاته التي استوفيت. بنيت سيمز 2 على سابقتها من خلال السماح لسيمز بان تمر خلال ست مراحل حياة، وتتضمن محرك رسومات ثلاثية الابعاد. على الرغم من أن هذه اللعبة ليست خطية ،بنيت القصة الموجودة في اللعبة قبل الأحياء. يستند بليسانتفيو بعد 25 عاما في بلدة في السيمز الأصلي. استندت قصة استرانجتاونز علي قوه غير طبيعيه، وعلي نحو حر ارتبطت بي بليسانتفيو. اعتمدت شخصيات فيرونافيليز على أساس شخصية شكسبير.
قد حققت السيمز 2 نجاحا فوريا، وبيعا قياسيا لمليون نسخة في العشرة أيام الأولى في ذلك الوقت. 
كما في يوليو 26، 2007 ،باعت سيمز 2 أكثر من 13 مليون وحدة حول العالم، وكانت أكثر لعبة كمبيوتر مبيعا في عام 2004. 
خلال شهر أبريل 2008 ،أعلن موقع السيمز 2 أن 100 مليون نسخة من سلسلة سيمز قد بيعت.
بالإضافة إلى نجاحها التجاري ،استقبلت سيمز 2 استقبالا حسنا من قبل النقاد وحصلت على مجموع 90 ٪ من تجميع ميتاكريتيك وجامرانكنجز.

## وصلات خارجية
- السيمز 2 على موقع IMDb (الإنجليزية)
- Official Website